# Datã

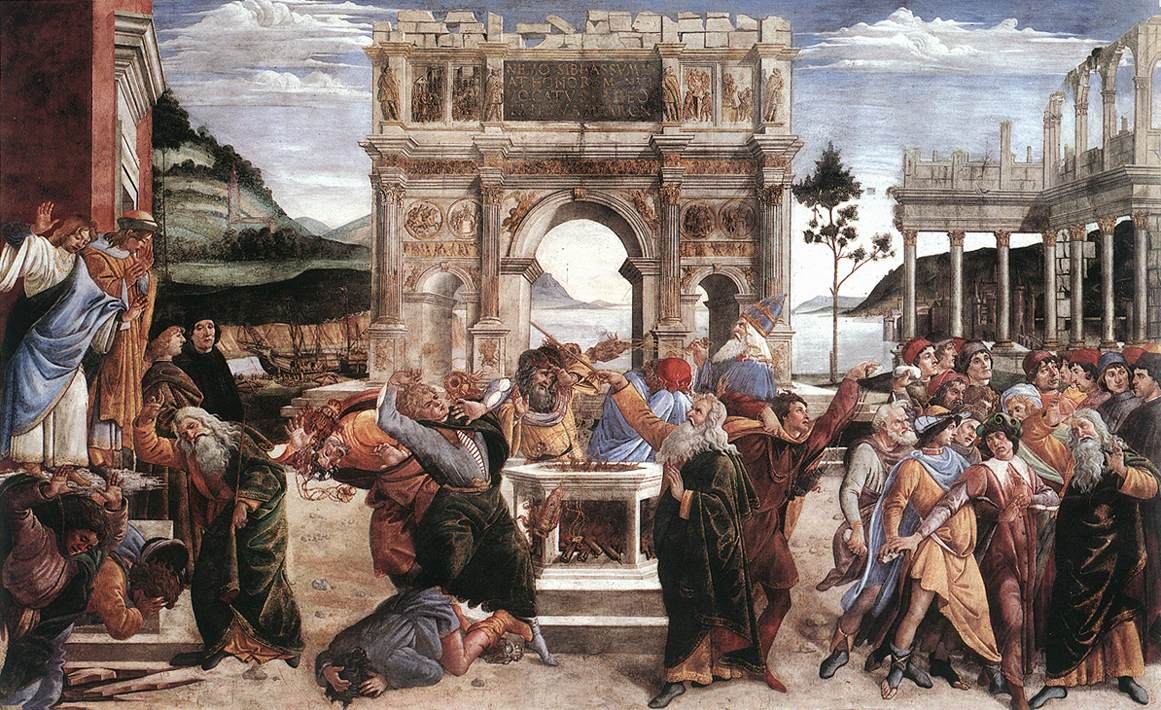
Punição de Coré, Datã e Abirão Sandro Botticelli (1481-82).

Segundo a Bíblia, Datã era filho de Eliabe, da tribo israelita de Rubem (que foi o primeiro filho de Jacó), e irmão de Abirão e Coré.

## Rebelião
De acordo com o relato bíblico, Datã uniu-se a Corá e Abirão na rebelião contra o profeta Moisés e seu irmão Arão (que atuou como Sumo sacerdote de Israel). Por causa da rebelião deles, Datã e Abirão, bem como suas famílias, morreram quando o solo os tragou.